# Патерсон, Эй Джей
А́ртур Джей Па́терсон (англ. Arthur J. Paterson; 31 января 1996, Ки-Ларго, Флорида, США) — гренадский и американский футболист, левый защитник клуба «Бирмингем Легион» и сборной Гренады.

## Карьера

### Начало карьеры
В 2014—2017 годах Патерсон обучался в Университете штата имени Райтов и играл за университетскую футбольную команду «Райт Стейт Рейдерс». В Национальной ассоциации студенческого спорта провёл 76 матчей, забил 15 мячей и отдал 7 результативных передач. На выпускном курсе был назван игроком года в Хорайзон-лиге и был включён в первые символические сборные Огайо, Хорайзон-лиги и региона Великих озёр.
В 2016 году также выступал в Премьер-лиге развития ЮСЛ за клуб «Эс-дабл-ю Флорида Адреналин».

### Клубная карьера
19 января 2018 года на Супердрафте MLS Патерсон был выбран во втором раунде под общим 42-м номером клубом «Нью-Йорк Сити». Был взят на первый предсезонный сбор клуба в Джэксонвилл, но добиться контракта не сумел.
19 февраля 2018 года Патерсон подписал контракт с клубом USL «Бетлехем Стил». Его профессиональный дебют состоялся 24 марта 2018 года в матче против «Тампа-Бэй Раудис». По окончании сезона 2018 «Бетлехем Стил» не стал продлевать контракт с Патерсоном.
7 марта 2019 года Патерсон присоединился к клубу «Чарлстон Бэттери». Дебютировал за «Бэттери» 9 марта 2019 года в матче стартового тура сезона против «Оттава Фьюри». 8 июня 2019 года в матче против «Бирмингем Легион» забил свой первый гол за «Бэттери». 12 декабря 2020 года Патерсон перезаключил контракт с «Чарлстон Бэттери» на сезон 2021. По окончании сезона 2023 «Чарлстон Бэттери» отклонил опцию продления контракта с Патерсоном.
12 декабря 2023 года Патерсон подписал контракт с клубом «Бирмингем Легион». Дебютировал за «Легион» 9 марта 2024 года в матче стартового тура сезона против «Финикс Райзинг». 20 июля 2024 года в матче против «Нью-Мексико Юнайтед» забил свой первый гол за «Легион».

### Международная карьера
Возможность выступать за сборную Гренады Патерсон получил благодаря тому, что его отец — выходец из этой страны. За «спайс бойс» он дебютировал 12 октября 2018 года в матче квалификации Лиги наций КОНКАКАФ 2019/20 против сборной Кубы. 16 ноября 2018 года в матче квалификации Лиги наций против сборной Сен-Мартена забил свои первые голы за сборную Гренады, оформив дубль. Был включён в состав сборной на Золотой кубок КОНКАКАФ 2021.

## Статистика выступлений

### Клубная статистика
| Выступление      | Выступление      | Выступление      | Лига | Лига | Плей-офф | Плей-офф | Кубок | Кубок | Итого | Итого |
| Клуб             | Лига             | Сезон            | Игры | Голы | Игры     | Голы     | Игры  | Голы  | Игры  | Голы  |
| ---------------- | ---------------- | ---------------- | ---- | ---- | -------- | -------- | ----- | ----- | ----- | ----- |
| Бетлехем Стил    | USL              | 2018             | 1    | 0    | 0        | 0        | —     | —     | 1     | 0     |
| Бетлехем Стил    | Итого            | Итого            | 1    | 0    | 0        | 0        | —     | —     | 1     | 0     |
| Чарлстон Бэттери | USLC             | 2019             | 18   | 4    | 2        | 0        | 3     | 0     | 23    | 4     |
| Чарлстон Бэттери | USLC             | 2020             | 11   | 0    | 2        | 0        | —     | —     | 13    | 0     |
| Чарлстон Бэттери | USLC             | 2021             | 23   | 0    | —        | —        | —     | —     | 23    | 0     |
| Чарлстон Бэттери | USLC             | 2022             | 23   | 1    | —        | —        | 0     | 0     | 23    | 1     |
| Чарлстон Бэттери | USLC             | 2023             | 23   | 2    | 2        | 0        | 3     | 0     | 28    | 2     |
| Чарлстон Бэттери | Итого            | Итого            | 98   | 7    | 6        | 0        | 6     | 0     | 110   | 7     |
| Бирмингем Легион | USLC             | 2024             | 22   | 1    | —        | —        | 2     | 0     | 24    | 1     |
| Бирмингем Легион | Итого            | Итого            | 22   | 1    | —        | —        | 2     | 0     | 24    | 1     |
| Всего за карьеру | Всего за карьеру | Всего за карьеру | 121  | 8    | 6        | 0        | 8     | 0     | 135   | 8     |

### Международная статистика
| Команда | Год   | Игры | Голы |
| ------- | ----- | ---- | ---- |
| Гренада |       |      |      |
| 2018    | 2     | 2    |      |
| 2019    | 7     | 2    |      |
| 2021    | 7     | 0    |      |
| 2022    | 3     | 0    |      |
| 2023    | 1     | 0    |      |
| Всего   | Всего | 20   | 4    |

Голы за сборную
| №  | Дата            | Место                                                   | Соперник    | Голы | Результат | Турнир                                   |
| -- | --------------- | ------------------------------------------------------- | ----------- | ---- | --------- | ---------------------------------------- |
| 1. | 16 ноября 2018  | «Кирани Джеймс Атлетик Стэдиум», Сент-Джорджес, Гренада | Сен-Мартен  | 4:1  | 5:2       | Квалификация Лиги наций КОНКАКАФ 2019/20 |
| 2. | 16 ноября 2018  | «Кирани Джеймс Атлетик Стэдиум», Сент-Джорджес, Гренада | Сен-Мартен  | 5:2  | 5:2       | Квалификация Лиги наций КОНКАКАФ 2019/20 |
| 3. | 24 марта 2019   | «Хуан Рамон Лоубриэль», Баямон, Пуэрто-Рико             | Пуэрто-Рико | 0:2  | 0:2       | Квалификация Лиги наций КОНКАКАФ 2019/20 |
| 4. | 8 сентября 2019 | «Исидоро Битон Стэдиум», Бельмопан, Белиз               | Белиз       | 1:1  | 1:2       | Лига B Лиги наций КОНКАКАФ 2019/20       |